# 辛庄组
辛庄组是位于中国北京西山一带的下白垩世地层，1933年由谢家荣命名。该地层以紫红色泥岩（上部），岩屑砂岩（中部），紫红色砾岩（下部）为主。